# Les Essarts-lès-Sézanne
Les Essarts-lès-Sézanne je francouzská obec v departementu Marne v regionu Grand Est. Žije zde 242 obyvatel.

## Geografie

### Sousední obce
| Růžice kompasu | Le Gault-Soigny Morsains | Charleville             |       | Růžice kompasu |
| Růžice kompasu | Champguyon               | Sever                   | Lachy | Růžice kompasu |
| Růžice kompasu | Champguyon               | Les Essarts-lès-Sézanne | Lachy | Růžice kompasu |
| Růžice kompasu | Champguyon               | Jih                     | Lachy | Růžice kompasu |
| Růžice kompasu | La Noue                  | Mœurs-Verdey            |       | Růžice kompasu |